# Salvintaube

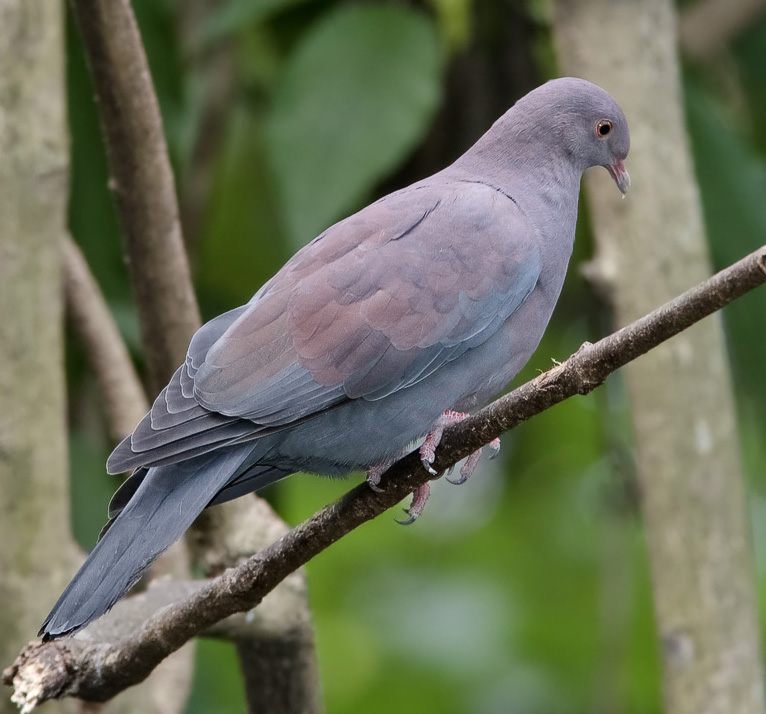

Die Salvintaube oder Pfeffertaube (Patagioenas oenops, Syn.: Columba oenops) ist eine Art der Taubenvögel. Sie kommt ausschließlich in einem sehr kleinen Verbreitungsgebiet in Südamerika vor. Die IUCN ordnet die Salvintauben den gefährdeten (vulnerable) Arten zu.
Die Salvintaube wird gelegentlich im deutschen Sprachgebrauch auch als Perutaube bezeichnet. Dieser Name ist allerdings nicht eindeutig und wird häufiger für Zenaida meloda aus der Gattung der Trauertauben verwendet. Eine weitere Art wird als Perutäubchen (Columbina cruziana) bezeichnet. 

## Erscheinungsbild
Die Salvintaube erreicht eine Körperlänge von bis zu 34 Zentimetern. Sie ist damit etwa so groß wie eine Stadttaube, hat aber einen etwas schlankeren Körperbau. Der Geschlechtsdimorphismus ist nur gering ausgeprägt. Die Weibchen sind ähnlich wie die Jungvögel etwas matter als die adulten Männchen gefärbt. In ihrer Gefiederfärbung weist sie große Ähnlichkeit mit der Rotschnabeltaube auf.
Das Gefieder ist insgesamt grau mit einer matt weinrötlichen Tönung. Die Handschwingen sind dunkel mit schmalen weißen Säumen. Die Flügeldecken, der Bauch, der untere Rücken sowie der Bürzel und die Unterschwanzdecken sind dunkelgrau. Die Schwanzfedern sind ebenfalls dunkelgrau und werden zum Ende dunkler. Der Schnabel ist an der Basis orangerot. Die Spitze ist dagegen dunkelgrau.

## Verbreitung und Lebensweise
Die Salvintaube kommt in Peru und Ecuador vor. In Peru ist ihr Verbreitungsgebiet überwiegend auf das Flusssystem im Oberlauf des Marañón beschränkt. Die Avifauna dieses Gebiets ist nur unzureichend untersucht. Der Bestand dieser Art wird jedoch nur auf 2.500 bis 10.000 Individuen geschätzt. Der Bestand ist bedroht, weil der Lebensraum dieser Taube zunehmend zerstört und fragmentiert wird. 
Der Lebensraum dieser Taube sind Wälder entlang von Flussläufen, die von der Weidenart Salix humbertiana dominiert sind. Sie kommt außerdem in den deutlich trockeneren Wäldern an steilen Hängen von Flusstälern vor. Die Höhenverbreitung liegt bei 800 bis 2.400 Höhenmetern. Die Art ist allerdings auch schon in Wäldern beobachtet worden, die durch Holzeinschlag stark verändert waren. Auch auf Mangoplantagen wurde diese Art bereits gesehen. Über die Lebensweise dieser Taube ist nur sehr wenig bekannt. Zu ihrem Nahrungsspektrum gehören Kakaobohnen. Vermutlich frisst die Art daneben auch eine große Bandbreite anderer Sämereien sowie Früchte, Beeren, Blätter und Schößlinge. Die Nahrungsaufnahme findet überwiegend auf Bäumen statt. Auf den Boden scheint die Salvintaube nur zu kommen, um Steinchen aufzunehmen. 
Freilandbeobachtungen über die Fortpflanzungsgewohnheiten liegen kaum vor. Bei in menschlicher Obhut gepflegten Salvintauben hat man die Balz beobachtet. Zum Balzrepertoire des Männchens gehört ein steiles aufrichten, es knickt dann in den Fersen ein und senkt und hebt ähnlich wie die Lachtaube die Brust in gleichmäßigem Rhythmus. Das Gelege besteht nur aus einem Ei. Die Brutzeit beträgt 15 bis 16 Tage.

## Haltung in menschlicher Obhut
Salvintauben wurden zu Beginn der 1980er Jahre mehrmals nach Belgien und den Niederlanden eingeführt. Sie gelten als unproblematische Volierenvögel, die allerdings einen frostfreien Schutzraum benötigen. Ein Halter pflegte zwei Männchen und vier Weibchen in einer Voliere. Die überzähligen Weibchen beteiligten sich an der Aufzucht der Jungvögel.

## Belege

### Weblink
- Patagioenas oenops in der Roten Liste gefährdeter Arten der IUCN 2013.1. Eingestellt von: BirdLife International, 2012. Abgerufen am 25. September 2016.